# Pacto Brutal - O Assassinato de Daniella Perez
Pacto Brutal: O Assassinato de Daniella Perez é uma série documental da HBO Max de 2022, que relata o assassinato da atriz Daniella Perez, em 1992, por seu colega de trabalho, o ator Guilherme de Pádua e sua então esposa, Paula Thomaz. Criada e direcionada por Tatiana Issa, com roteiro e direção de Guto Barra, a serie conta com 5 episódios. 

## Enredo
Aborda a conhecida tragédia envolvendo a atriz Daniella Perez, que foi assassinada em 1992 por seu colega de trabalho, o então ator Guilherme de Pádua e a esposa dele, Paula Thomaz. Na época, Daniella  atuava na novela De Corpo e Alma da TV Globo, cuja personagem fazia par romântico com o personagem de Guilherme. O crime, na época, comoveu o país.
A série narra os detalhes do crime, abordando a investigação particular feita pela mãe da atriz, a autora Gloria Perez, e os autos do processo judicial, do julgamento que condenou os dois responsáveis pelo assassinato. Contando também com depoimentos de familiares e amigos de Daniella, advogados, autoridades, artistas que trabalharam com a atriz, além da própria Gloria.

## Produção
De gênero true crime, teve como título provisório apenas “Daniella Perez”. Gloria Perez, que participou ativamente da produção, aceitou o projeto pelo fato do mesmo atender ao seu desejo de focar nos documentos do processo judicial do julgamento dos assassinos (que ocorreu em 1997) e na investigação particular que a autora fez na época, e a sua luta por justiça, quando reuniu um abaixo-assinado, para tornar o crime de homicídio qualificado como hediondo. Uma das exigências de novelista para a produção foi foi a de não ouvir os responsáveis pelo crime, no caso, Guilherme de Pádua e Paula Thomaz (que atualmente se chama Paula Nogueira Peixoto).
Anteriormente, a Globo chegou a pensar em produzir um documentário sobre o caso. Porém, não chegou a um acordo com Gloria a respeito da linha narrativa da produção. Fato que fez a escritora recusar tentativas de se fazer algo sobre o tema durante anos.
A série da HBO Max, contou com depoimentos de pessoas próximas à Daniella, e também de artistas que foram amigos e trabalharam diretamente com ela, além de jornalistas. Dentre eles, Fábio Assunção, Cláudia Raia, Marieta Severo, Glória Maria, Sonia Abrão, Alexandre Frota, Maurício Mattar, Eri Johnson, Wolf Maya e Roberto Carlos, além de Raul Gazolla, que era esposo da atriz. As gravações foram realizadas no Rio de Janeiro.
Os dois primeiros episódios foram lançados no streaming em 21 de julho de 2022. E os três restantes foram lançados no dia 28 do mesmo mês.

## Resumo
| Temporada | Temporada | Episódios | Episódios | Originalmente exibido | Originalmente exibido |
| Temporada | Temporada | Episódios | Episódios | Estreia da temporada  | Final da temporada    |
| --------- | --------- | --------- | --------- | --------------------- | --------------------- |
|           | 1         | 5         | 5         | 21 de julho de 2022   | 28 de julho de 2022   |

## Exibição
Foi exibida na Band entre os dias 20 e 24 de janeiro de 2025, às 22h45, na faixa intitulada Noites da Max, substituindo Flordelis - Em Nome da Mãe.

### Audiência
| Dia de exibição       | Audiência (Referente à São Paulo) | Ref.   |
| --------------------- | --------------------------------- | ------ |
| 20 de janeiro de 2025 | 0,9                               | [ 7 ]  |
| 21 de janeiro de 2025 | 1,1                               | [ 8 ]  |
| 22 de janeiro de 2025 | 0,8                               | [ 9 ]  |
| 23 de janeiro de 2025 | 0.8                               | [ 10 ] |
| 24 de janeiro de 2025 |                                   |        |
| Média Geral           |                                   |        |